# جيرينت وين ديفيز
جيرينت وين ديفيز (بالإنجليزية: Geraint Wyn Davies) مواليد 20 أبريل 1957 في سوانزي، المملكة المتحدة، هو ممثل ومخرج أمريكي بدأ مسيرته الفنية سنة 1977. من أعماله المجنون الأمريكي 2.

## روابط خارجية
- جيرينت وين ديفيز على موقع IMDb (الإنجليزية)
- جيرينت وين ديفيز على موقع ألو سيني (الفرنسية)
- جيرينت وين ديفيز على موقع ميوزك برينز (الإنجليزية)
- جيرينت وين ديفيز على موقع أول موفي (الإنجليزية)
- جيرينت وين ديفيز على موقع قاعدة بيانات برودواي على الإنترنت (الإنجليزية)
- جيرينت وين ديفيز على موقع قاعدة بيانات الأفلام السويدية (السويدية)
- جيرينت وين ديفيز على موقع قاعدة بيانات الفيلم (الإنجليزية)
- جيرينت وين ديفيز على موقع كينوبويسك (الروسية)